# Liste der Ehrenbürger von Bitburg
Die Stadt Bitburg hat folgenden Personen das Ehrenbürgerrecht verliehen. Die Verleihung des Ehrenbürgerrechts ist im Paragraph 23 der Gemeindeordnung des Landes Rheinland-Pfalz gesetzlich geregelt.
Die Auflistung erfolgt chronologisch nach Datum der Zuerkennung.
1. Johann Nikolaus Cäsar Thilmany (27. August 1806 in Bitburg; † 1885)
Landrat des Kreises Bitburg, Generalsekretär des Landwirtschaftlichen Vereins von Rheinpreußen
Verleihung 1872
2. Johann Peter Limbourg (* 1820 in Bitburg; † 1905)
Kommunalpolitiker
Verleihung 1905
anlässlich seines 85. Geburtstags
3. Franz Mecker (* 1843; † 1930)
erster Leiter der Landwirtschaftsschule Bitburg

anlässlich seiner Pensionierung
4. Peter Wallenborn (* 30. März 1848 in Bitburg; † 16. Mai 1917 in Berlin-Südende)
Landwirt und Politiker (Mitglied des Reichstages)
Verleihung 1913
5. Theobald Simon (* 1847 in Bitburg; † 1924)
Brauereibesitzer (Bitburger Brauerei)
Verleihung 1922
6. Matthias Benz (1874 in Altrich; † 1957)
Pfarrer an der Liebfrauenkirche und Dekan des Dekanat Bitburg
7. Bertrand Simon (* 1882; † 1958)
Brauereibesitzer (Bitburger Brauerei)
Verleihung 1955
8. Hanns Simon (* 1908 in Bitburg; † 10. September 1989)
Brauereibesitzer (Bitburger Brauerei)
Verleihung am 20. Januar 1979